# Furcamyia contra
Furcamyia contra är en tvåvingeart som beskrevs av Ian David Whittington 2003. Furcamyia contra ingår i släktet Furcamyia och familjen bredmunsflugor.
Artens utbredningsområde är Kenya. Inga underarter finns listade i Catalogue of Life.